# Chapelle Notre-Dame-des-Fleurs de Languidic
Pour les articles homonymes, voir Chapelle Notre-Dame-des-Fleurs.
La Chapelle Notre-Dame des fleurs (en breton, Itron Varia Er bleu) est une chapelle située dans la commune de Languidic, dans le département français du Morbihan en région Bretagne.

## Situation
Elle se trouve au bourg de Languidic, à l'angle de la rue des Fleurs et de la rue Saint-Aubin, et à quelques mètres du presbytère.

## Historique
La construction de la chapelle débute vraisemblablement dans les années 1440, en dévotion à la Vierge Marie, sur l'initiative de Guillaume de Kerouallan, seigneur de Kerallan, Kerlevec et Saint-Offac. En effet, l'édifice est mentionné le 28 septembre 1451 dans un document du pape Nicolas V.
Le bâtiment est restauré une première fois en 1741. Cette date apparaît sur une pierre au-dessus du tympan, accompagnée des noms du recteur, Le Gall de Cunfio de Ménoray, et du trésorier, Julien Kernen.

À la Révolution, le culte de la Raison et de l'Être Suprême est destiné à remplacer la religion catholique. L'église Saint-Pierre étant jugée trop vaste, le temple de la Raison de Languidic est installé à la chapelle. Tous les jours de décade, le prédicateur Guillaume Kerhouant y organise une cérémonie ; le reste du temps, la chapelle est utilisée comme école,.

« Je me suis installez le premier floréal après avoir fait enregistrer ma commission dans la ci-devant chapelle des fleures. La cloche sonne depuis ce jour à dix heures pour l'école qui dure quatre. »

En 1794, le curé constitutionnel refuse de livrer ses lettres de prêtrise aux autorités. Arrêté et enfermé à l'abbaye Notre-Dame-de-Joye, il se résigne à remettre les documents en question. Toutefois, pour le punir de son attitude, il est interdit d'officier à l'église. Pendant près de deux ans, il donne les sacrements à la chapelle,.
Au XIXe siècle, l'édifice est une nouvelle fois restauré pour réparer les dommages subis lors de la Révolution. À cette occasion, la chapelle est pourvue d'une nouvelle cloche. 
Sous la direction de l'abbé Brisacier, curé de Lignières-de-Touraine, le bâtiment subit une troisième restauration à partir du 13 avril 1892. Cette dernière est sévèrement critiquée par les architectes des monuments historiques car les travaux effectués ne correspondent pas à l'architecture de la chapelle. Deux ans plus tard, le 25 juin 1894, la chapelle est consacrée par l'évêque de Vannes, Mgr Jean-Marie Bécel.
Le 29 août 1922, la chapelle fait l’objet d’un classement au titre des monuments historiques alors que le conseil municipal de Languidic avait refusé par deux fois de consentir à son classement.

## Architecture
De style gothique flamboyant, la chapelle est construite sur un plan en forme de croix latine comprenant une nef unique, un transept et un chœur à chevet plat. Elle fait 25 mètres de longueur pour 6,5 mètres environ de largeur.

### Intérieur
L'intérieur est organisé en quatre travées : deux pour la nef et deux pour le transept.
Au niveau de l'entrée principale, à l'ouest, s'élève une tribune en pierre sur trois piliers carrés surmonté de pinacle à crochet. Le pilier central comporte un bénitier feuillé porté par un pied polyèdre. La tribune est composée de quatre panneaux sculptés d'arcature aveugle brisée, géminée et trilobée surmontée d'une quatre-feuilles. Quatre arcades à cintre brisé permettent de rejoindre la nef.
De chaque côté, la nef est reliée aux croisillons du transept par deux arcades à cintre brisé à plusieurs retraites. Ces arcades reposent au milieu sur une colonne cylindrique à base simple, aux extrémités sur une colonne cylindrique engagée (côté nef) et un porte-à-faux fleuri (côté chœur).
3 autels se trouvent dans cette chapelle : celui de Notre-Dame des Fleurs (transept Sud) et un autre à la Médaille Miraculeuse (au transept Nord). 
Le Maitre-Autel se trouve au fond du cœur, devant le vitrail du couronnement de la Vierge par le Christ